# Tillandsia multicaulis
Tillandsia multicaulis là một loài thuộc chi Tillandsia. Đây là loài bản địa của Costa Rica và México.

## Hình ảnh

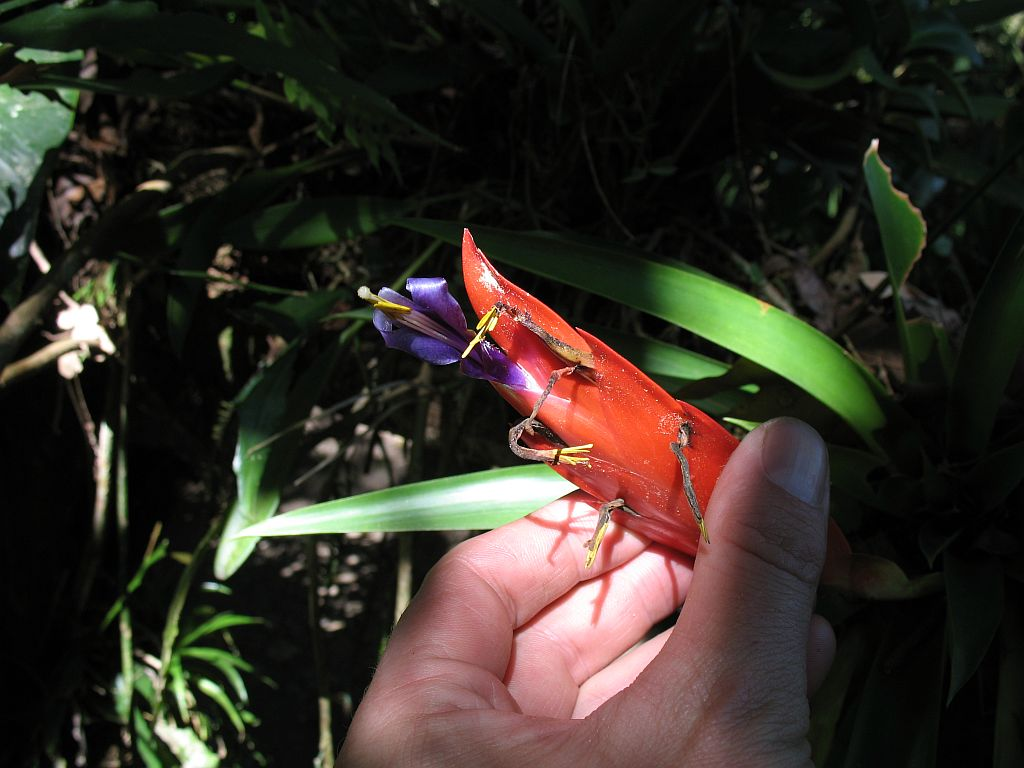
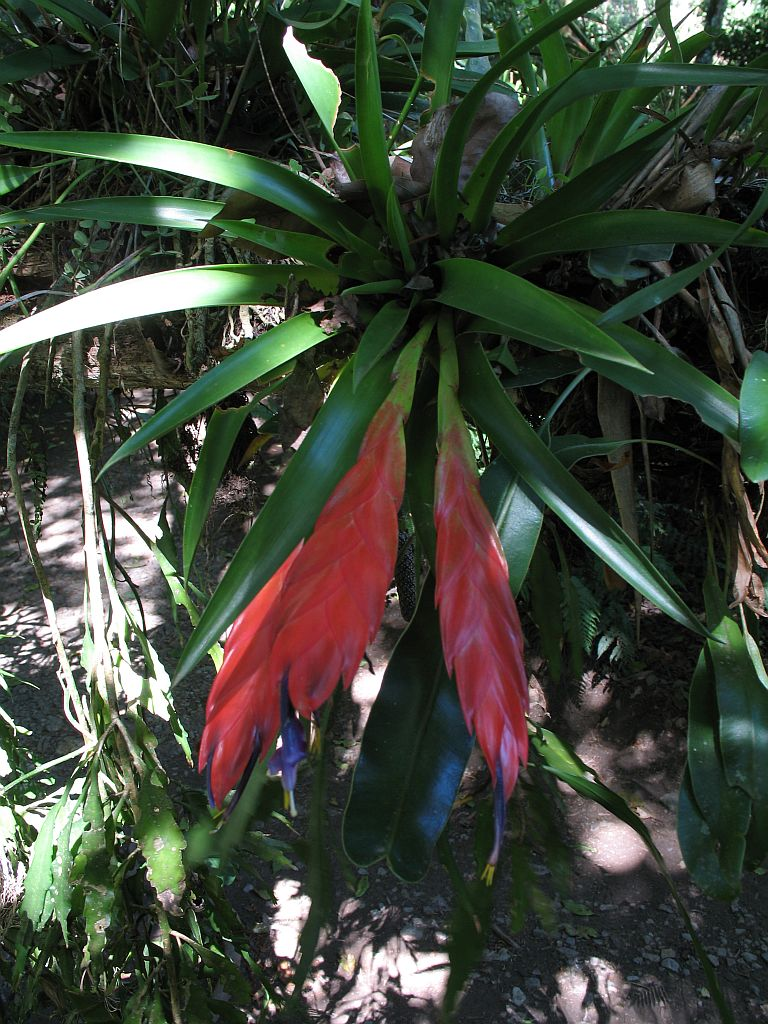

## Giống
- Tillandsia 'Wildfire'
- xVrieslandsia 'Blazing Tropics'
- xVrieslandsia 'Golden Touch'
- xVrieslandsia 'Spiraling Flame'
- xVrieslandsia 'Swamp Fire'